# Hyposerica orbiculata
Hyposerica orbiculata är en skalbaggsart som beskrevs av Marc Lacroix 1994. Hyposerica orbiculata ingår i släktet Hyposerica och familjen Melolonthidae. Inga underarter finns listade i Catalogue of Life.